# Регија Требиње
Регија Требиње је једна од нодално-функционалних регија Републике Српске. Простор ове регије се углавном подудара са простором Херцеговине у Републици Српској и обухвата око 90% простора Источне Херцеговине.
Ово подручје се током историје називало и Травунија, Хумска земља, Захумље или Хум. Насељена је већинским српским становништвом. Највећи град у овом дијелу Републике Српске је Требиње који се сматра и регионалним културним центром овог подручја.

## Територија
Главни урбани и развојни центар ове регије је град Требиње.
Регија Требиње не обухвата по свим регионалним подјелама Републике Српске идентичан простор. Према Просторном плану она је дефинисана као мезорегија и обухвата сљедеће општине:
- Требиње,
- Билећа,
- Гацко,
- Љубиње,
- Берковићи,
- Невесиње и
- Источни Мостар (раније Српски Мостар).

Тај простор покрива и Центар јавне безбједности Требиње, док је Окружни суд у Требињу, поред наведених, надлежан још и за општине:
- Фоча,
- Калиновик и
- Чајниче.

У уџбеницима географије све наведене оштине заједно са јужним дијелом општине Трново чине биполарну Требињско-фочанску регију.
- Мезорегија Требиње према Просторном плану Републике Српске; исти простор је и у надлежности ЦЈБ Требиње
- Општине које су у надлежности Окружног суда у Требињу
- Требињско-фочанска регија према уџбеницима Географије

## Историја
У љетопису Пећке патријаршије се каже да је Сава Немањић у Невесињу 1219. године поставио првог хумског епископа. У дубровачким изворима Невесиње се први пут помиње 1281. године.
Херцеговина је још позната као Војводство Светога Саве, пошто је Сава Немањић био владар у Хумској земљи, а потом и организатор Српске православне Епископије Захумско-Херцеговачке. У својој повељи Сплићанима, издатој управо у вријеме владавине над Хумском земљом принца Растка Немањића, око 1190-1192. год, Стефан Немања, каже: „Ја велики жупан Немања дозвољавам Сплићанима да слободно излазе у моју земљу, и сина ми Растка у Хумску земљу, и сина ми Вукана у Зету, и да слободно тргују, и да им се никаква неправда не догоди“. Каснији српски владари у српским земљама, укључујући херцеговачке и босанске, са поносом су своју власт и титуле везивали за име Светог Саве.
Херцеговина је садашње име добила по великом војводи Стефану Вукчићу Косачи, који је владао тим подручјем средином 15. вијека. Он се над моштима Светог Саве у манастиру Милешеви крунисао титулом херцегом од Светога Саве. Османлије су први почели ту регију називати Херцеговина, по њеном тадашњем владару херцегу Косачи.
Историја 19. и 20. вијека испуњена је ратовима за ослобођање од отомаске власти и уједињење са другим српским државама. Најчешћи почетак буна и устанака био је одговор на терор. Бунама и устанцима обично је претходио сабор и договор главара код манастира и цркава имали су снагу закона и упутство за борбу. Тако је било и пред почетак Невесињске пушке 1875. године. На Малу Госпојину – 8. септембра 1874. године код цркве у селу Биоград, Невесиње, сазван је збор народних првака Невесиња на ком је одлучено да се крене са устанком у прољеће наредне године. Узроци за овај устанак су бројни, али је непосредан повод био напад чете харамбаше Пера Тунгуза на турски караван у Бишини (пут Мостар — Невесиње), на Четној пољани, дана 5. јула 23. јуна по старом(по новом – 5. јула) 1875. године и убио седам турских кириџија. Кроз два дана у цркви у Кифину Селу 25. јуна – (7. јула), донесена је одлука да се акција за устанак убрза и у осталим срезовима Херцеговине. Устаничке чете су већ 9. јула у селу Крекови отпочеле прву борбу.
Устанак је изазвао у општеевропску кризу. Умјесто уједињења са Србијом и Црном Гором, вољом великих сила на Берлинском конгресу 1878. отоманска окупација је замењена аустроугарском. Да је незадовољно новом аустроугарском влашћу, Невесиње је врло брзо показало устанком из 1882. године у Улогу (Невесиње). У Балканским ратовима и у Првом светском рату су учествовали добровољци из Херцеговине на страни Србије и Црне Горе.
Своје слободарско опредјељење Херцеговина је показала и у организовању демонстрација 27. марта 1941. године у Невесињу (што је учинило мало градова) и тиме јасно ставили до знања шта мисле о новој власти и на шта су спремни. То су потврдили потпуним одзивом у Априлском рату 1941. године.
Јунски устанак (општи и први у окупираној Југославији) био је трећи у посљедњих 70 година. Овај устанак је по свом значају и далекосежним посљедицама у многом надмашио све претходне српске буне и устанке, чак и онај из 1875. године, јер је дигнут против најмоћније војне алијансе Трећег рајха у досадашњој свјетској историји под чијом се окупацијом налазила готово читава Европа.

## Познате личности Херцеговине у Републици Српској
- Свети Василије Острошки
- Јован Дучић
- Владимир Гаћиновић
- Богдан Жерајић
- Лука Ћеловић

## Епархија Захумско-Херцеговачка и Приморска
Хумску епархију основао је 1219. године Свети Сава у склопу организовања аутокефалне Српске архиепископије. Први хумски епископ био је Иларије, ученик Св. Саве. Њега су наследили високоугледни и свети Јерарси, као што су били: Св. Сава Други, Св. Данило Други и даље до Светог Василија Тврдошког и Острошког и Св. Новог Свештеномученика Петра (Зимоњића, био Захумско-Херцеговачки од 1902-20, а онда премјештен у Сарајево). Ова је Епархија била на трећем или четвртом мјесту у рангу Епископија и послије Митрополија Пећке Патријаршије и никад није престајала да постоји или да ради на простору Приморја, Захумља и Херцеговине, досежући некада и до Фоче, Горажда, Чајнича и Милешеве. Сједиште Хумског Епископа и касније Митрополита Захумско-Херцеговачког било је најприје у Стону на Пељешцу, затим у Требињу, у манастиру Св. Петра и Павла на Лиму, манастиру Тврдошу и Дужима, краће вријеме у манастиру Савини код Херцег Новог, затим у Благају на Буни, у манастиру Житомислићу и у Мостару, а сада је, услед разорења свега црквеног средишта и живота у Мостару, опет у манастиру Тврдошу крај Требиња.
Натпис са каменог гроба из порушене Нове Саборне цркве у Мостару: 
Митрополит Леонтије Радуловић 1835—1889.
Стопама мученика за вјеру и слободу. Ступаше храбром душом прегорев земна блага. Спасење и блаженство искаше Српском роду. Голготу за се прими, она му бјеше драга. Патничком праху спомен, а вјечност својој души. Сљедбеник Спаса стече и ово хладно стијење. Строшиће љуто вријеме, ал' Српство док устраје. Његово име свијетло славиће Васкрсење — БЛАГОДАРНА ХЕРЦЕГОВИНА
Манастири:
- Манастир Тврдош
- Манастир Острог

## Географија
Економско-привредно и културно средиште, и главни и највећи град Источне Херцеговине је Требиње, који је удаљен само 19 km од морске обале. Остали већи градови су Билећа, Гацко, Љубиње и Невесиње. Крашка поља на подручју Источне Херцеговине су Билећко поље, Љубињско поље, Гатачко поље, Дабарско поље, Невесињско поље, Планско поље, Попово поље и Фатничко поље.

### Клима
Клима је углавном умјерено-континентална и планинска. Једино је у Требињу заступљена медитеранска клима. Просјечна годишња темпертура се креће од 8,9 °C у Гацку, до 16,6 °C у Требињу.

## Становништво
Данашње становништво Херцеговине у Републици Српској је већински српско. Према попису из 1991. године, на овој територији је живело око 75.000 људи.